# Route 346 (Terre-Neuve-et-Labrador)
Pour les articles homonymes, voir Route 346.
La route 346 est une route tertiaire de la province de Terre-Neuve-et-Labrador d'orientation ouest-est, située dans le nord-est de l'île de Terre-Neuve, sur l'île du Nouveau Monde, au nord-est de Summerford. Elle est une route faiblement empruntée reliant la route 340 à Newville à Toogood Arm. Route alternative de la 340, elle mesure 13 kilomètres, et est une route de. Gravier sur ses 6 derniers kilomètres, soit entre Cobb's Arm et Toogood Arm, alors qu'elle effectue un «S».

## Communautés traversées
- Newville
- Cobb's Arm
- Green Cove
- Toogood Arm